# GD & TOP
GD & TOP là một bộ đôi ca sĩ người Hàn Quốc gồm hai thành viên G-Dragon và T.O.P của Big Bang.
Bộ đôi này ra mắt vào năm 2010 với sản phẩm âm nhạc cùng tên.

## Hoạt động

### 2010–2011
Vào tháng 11 năm 2010 YG Entertainment thông báo về sự kết hợp giữa G-Dragon và T.O.P với tên "GD & T.O.P" để cho ra mắt album cùng tên. Họ tổ chức buổi ra mắt toàn cầu tại Quảng trường Thời đại tại Yeongdeungpo, Seoul và được phát sóng trực tiếp trên YouTube. Album gồm ba đĩa đơn "High High," "Oh Yeah" và "Knock Out". và các đĩa đơn này thu về cho GD & TOP thành công về mặt thương mại khi đứng đầu các bảng xếp hạng tại Hàn Quốc. Album được phát hành vào ngày Giáng sinh với lượng đặt trước 200.000 bản, và sau đó là 130.000 bản đã được bán ra.

### 2015: "Zutter"
Sau bốn năm không kết hợp cùng nhau, G-Dragon và T.O.P trở lại với bài hát "Zutter" trong album đĩa đơn E nằm trong series Made của Big Bang. Bài hát bán được 280.817 bản trong tuần đầu tiên trên Gaon Chart vào đạt vị trí thứ hai trên Gaon Digital Chart và Download Chart sau "Let's Not Fall In Love" cũng của Big Bang. Bài hát đứng ở vị trí thứ bảy trên bảng xếp hạng Streaming Chart với 4,334 triệu lượt phát trực tuyến, thứ 19 trên BGM Chart và 32 trên Mobile Chart. Đĩa đơn đứng thứ hai trên bảng xếp hạng Billboard World Digital Songs của Hoa Kỳ và trên bảng xếp hạng MV QQ Music của Trung Quốc. Tính tới cuối năm 2015, bài hát bán ra 823.317 bản ở Hàn Quốc và 6.000 tại Hoa Kỳ.

## Đĩa nhạc

### Album
| Tên      | Chi tiết                                                                                        | Vị trí cao nhất | Doanh số       |
| Tên      | Chi tiết                                                                                        | Hàn             | Doanh số       |
| -------- | ----------------------------------------------------------------------------------------------- | --------------- | -------------- |
| GD & TOP | - Phát hành: 24 tháng 12 năm 2010 - Hãng đĩa: YG Entertainment - Định dạng: CD, tải kỹ thuật số | 1               | - Hàn: 196.376 |

### Đĩa đơn
| Năm  | Tên                               | Vị trí cao nhất | Doanh số (lượng tải nhạc)      | Album    |
| Năm  | Tên                               | Hàn Gaon        | Doanh số (lượng tải nhạc)      | Album    |
| ---- | --------------------------------- | --------------- | ------------------------------ | -------- |
| 2011 | "Oh Yeah" (hợp tác cùng Park Bom) | 2               | - Hàn: 1.380.732               | GD & TOP |
| 2011 | "High High"                       | 3               | - Hàn: 1.338.924               | GD & TOP |
| 2011 | "Knock Out"                       | 5               | —                              | GD & TOP |
| 2011 | "Baby Goodnight"                  | 24              | —                              | GD & TOP |
| 2011 | "Don't Go Home"                   | 11              | —                              | GD & TOP |
| 2011 | "Intro"                           | 71              | —                              | GD & TOP |
| 2015 | "Zutter"                          | 2               | - Hàn: 823.317 - Hoa Kỳ: 6.000 | E / MADE |

### Đĩa đơn hợp tác
| Năm  | Tên                                                      | Album               |
| ---- | -------------------------------------------------------- | ------------------- |
| 2012 | "Dancing on My Own" (Pixie Lott hợp tác với GD & TOP)    | Young Foolish Happy |
| 2013 | "Bubble Butt" (Remix) (Major Lazer hợp tác với GD & TOP) | Free the Universe   |

## Giải thưởng
| Năm  | Giải               | Hạng mục    | Kết quả   |
| ---- | ------------------ | ----------- | --------- |
| 2011 | Melon Music Awards | Rap/Hip Hop | Đoạt giải |

### Chiến thắng tại chương trình âm nhạc
| Bài hát                          | Chương trình        | Ngày       |
| -------------------------------- | ------------------- | ---------- |
| "Oh Yeah" (hợp tác với Park Bom) | M! Countdown (Mnet) | 30/12/2010 |
| "High High"                      | M! Countdown (Mnet) | 6/1/2011   |
| "High High"                      | Inkigayo (SBS)      | 9/1/2011   |
| "Zutter"                         | M! Countdown (Mnet) | 20/8/2015  |